# Artur Kaps
Artur Kaps (Viena, Austria, 29 de febrero de 1908 - Barcelona, España, 23 de enero de 1974) fue un director teatral y realizador de televisión austriaco, afincado en España.

## Biografía
Debuta como actor siendo aún un niño, en la obra Guillermo Tell. Tras cursar estudios en la Escuela Nacional de Teatro de Viena, se dedica profesionalmente a la dirección de obras de Teatro Clásico. Con la Compañía de Teatro Los Vieneses, que funda y dirige en 1934 y que está integrada por Gustavo Re, Franz Johan y la vedette Herta Frankel, recorre Europa con su espectáculo. Llegan a España a principios de la década de los años 40 y actúan en el Teatro Cómico de Barcelona y en el Coliseum de Madrid. Los cuatro artistas terminan instalándose definitivamente en España. 

## Trayectoria artística
Con la llegada de la televisión al país, Kaps, junto a sus compañeros, se incorpora a TVE y comienza a dirigir espacios de variedades y entretenimiento que contaron siempre con el respaldo de los espectadores. Programas como Amigos del martes (1961-1964), Fiesta con nosotros (1962), Noche de estrellas (1964-1965), Noches de Europa (1968-1969) y Esta noche con (1969-1970), presentado por Conchita Bautista, marcaron una época en la historia de la televisión del país. 
Destacable también fue el popular programa infantil Día de fiesta (1965-1969), dirigido por Kaps y que contenía la sección "Cita con Marilín" protagonizada por su pareja la marionetista Herta Frankel y sus muñecos.
Kaps participará activamente en el éxito de España en el periodo 1966-1973 con buenos resultados en el Festival de la Canción de Eurovisión.Fue también letrista y compositor; suya es, por ejemplo, la letra de la canción Madrecita María del Carmen que, con música de Augusto Algueró, que popularizara el cantante Manolo Escobar en 1967, dentro de la banda sonora de la película El padre Manolo.
Hasta su fallecimiento, en 1974, gestionó la dirección artística de la Sala de Espectáculos Scala de Barcelona. Fue sepultado junto a su esposa Herta Frankel en el Cementerio de Montjuïc de Barcelona.

## Estrenos teatrales en Barcelona
- 1942. Todo por el corazón. Marcó una época, auténtico fenómeno social.
- 1943. Luces de Viena.
- 1944. Viena es así.
- 1945. Melodías del Danubio.
- 1947. Soñando con Música.
- 1948. Sueños de Viena.
- 1952. Carrusel Vienés.
- 1953-54. El Circo Español.
- 1955. Campanas de Viena.
- 1956. Primavera en Viena.
- 1957. Leyendas del Danubio.
- 1959. El Circo de los Vieneses.

## Discografía

### Artur Kaps y su Orquesta
Liderada por Artur Kaps-Schönfeld (1908-1974) (de origen austríaco), también aparece como: La Orquesta de Artur Kaps.
- Odeon204247	Canciones del mundo / Ayer (beguine de Luces de Viena) [A. Kaps] [en la 2ª, voz: Marika Magyari]
- Odeon204255	Unas melodías inolvidadas: Campana mañanera - Claro de luna - Corazón, corazón [Algueró] / No puede ser error ("It Can't Be Wrong") (del film La extraña pasajera) [Steiner, Mapel]  [en la 2ª, voz: Marika Magyari]
- Odeon204258	Linda, linda Mari [G. Winkler, A. Kaps]  [vocal: Marika Magyari] / Caminito de sol ("Down the Old Spanish Trail") [J. Kennedy, K. L. Smith, A. Kaps]  [vocal: José Laca]
- Odeon204261	Amado mío / En Chicago ("Put the Blame on Mame") [ambas de la película Gilda]
- Odeon204291	Buenas noches ("Boa noite") [Warren, Kaps]  [vocal: Marta Christel] / Hoy más que ayer ("Peg o' My Heart") [Fisher, Bryan, Martínez Mestres] [vocal: José Laca]